# MLS College Draft 1996
MLS College Draft 1996 byl draft pořádaný Major League Soccer. Draft proběhl 4. března 1996 ve floridském Fort Lauderdale. Na prvním místě byl vybrán záložník Matt McKeon ze Saint Louis University. Celkem bylo vybráno 29 hráčů.

## Výběr
|  | Hráč je členem Síně slávy fotbalu v USA                  |
|  | Hráč byl v průběhu kariéry vybrán do nejlepší XI soutěže |

### 1. kolo
| #  | Draftující tým         | Hráč            | Pozice   | Univerzita                                |
| -- | ---------------------- | --------------- | -------- | ----------------------------------------- |
| 1  | Kansas City Wiz        | Matt McKeon     | záložník | Saint Louis University                    |
| 2  | D.C. United            | Eddie Pope      | obránce  | Severokarolínská univerzita v Chapel Hill |
| 3  | Dallas Burn            | Brandon Pollard | obránce  | University of Virginia                    |
| 4  | Tampa Bay Mutiny       | Adam Frye       | obránce  | Kalifornská univerzita v Los Angeles      |
| 5  | Kansas City Wiz        | Chris Snitko    | brankář  | Kalifornská univerzita v Los Angeles      |
| 6  | New England Revolution | Paul Keegan     | útočník  | Boston College                            |
| 7  | Los Angeles Galaxy     | Guillermo Jara  | útočník  | University of San Diego                   |
| 8  | Dallas Burn            | Jeff Cassar     | brankář  | Florida International University          |
| 9  | Colorado Rapids        | Mike Gentile    | záložník | University of Wisconsin–Madison           |
| 10 | Columbus Crew          | Mac Cozier      | útočník  | University of North Carolina at Charlotte |

### 2. kolo
| #  | Draftující tým         | Hráč            | Pozice   | Univerzita                           |
| -- | ---------------------- | --------------- | -------- | ------------------------------------ |
| 11 | NY/NJ MetroStars       | Scott Lamphear  | obránce  | University of Wisconsin–Madison      |
| 12 | NY/NJ MetroStars       | Miles Joseph    | útočník  | Clemson University                   |
| 13 | San Jose Clash         | Derick Brownell | útočník  | Santa Clara University               |
| 14 | Tampa Bay Mutiny       | Casey Sweeney   | záložník | Butler University                    |
| 15 | Kansas City Wiz        | Diego Gutiérrez | záložník | Rockhurst University                 |
| 16 | New England Revolution | Imad Baba       | záložník | Clemson University                   |
| 17 | Los Angeles Galaxy     | Greg Vanney     | záložník | Kalifornská univerzita v Los Angeles |
| 18 | Tampa Bay Mutiny       | Steve Ralston   | záložník | Florida International University     |
| 19 | Colorado Rapids        | Paul Grafer     | brankář  | College of William & Mary            |
| 20 | Columbus Crew          | Ricci Greenwood | útočník  | Seattle Pacific University           |

### 3. kolo
| #  | Draftující tým         | Hráč              | Pozice   | Univerzita                           |
| -- | ---------------------- | ----------------- | -------- | ------------------------------------ |
| 21 | D.C. United            | Jesse Marsch      | záložník | Princetonská univerzita              |
| 22 | NY/NJ MetroStars       | Hamisi Amani-Dove | útočník  | Rutgers University                   |
| 23 | San Jose Clash         | Eddie Lewis       | útočník  | Kalifornská univerzita v Los Angeles |
| 24 | Tampa Bay Mutiny       | Nate Daligcon     | obránce  | Seattle Pacific University           |
| 25 | Kansas City Wiz        | Dion Sebwe        | obránce  | Park University                      |
| 26 | New England Revolution | Paulo Dos Santos  | záložník | University of Rhode Island           |
| 27 | Los Angeles Galaxy     | Ante Razov        | útočník  | Kalifornská univerzita v Los Angeles |
| 28 | Dallas Burn            | Brandon Cavitt    | záložník | Kalifornská univerzita v Sacramentu  |
| 29 | Colorado Rapids        | vynecháno         | —        | —                                    |
| 30 | Columbus Crew          | Todd Miller       | záložník | Westminster College                  |

## Statistiky

### Národnosti
| #  | Stát                               |
| -- | ---------------------------------- |
| 25 | USA                                |
| 1  | Irsko, Kolumbie, Libérie, Kapverdy |

### Pozice
| #  | Pozice   |
| -- | -------- |
| 11 | záložník |
| 9  | útočník  |
| 6  | obránce  |
| 3  | brankář  |

### Univerzity
| # | Univerzita |
| - | --- |
| 5 | Kalifornská univerzita v Los Angeles |
| 2 | Clemson University, Florida International University, Seattle Pacific University, University of Wisconsin–Madison |
| 1 | Boston College, Butler University, College of William & Mary, Kalifornská univerzita v Sacramentu, Park University, Princetonská univerzita, Rockhurst University, Rutgers University, Saint Louis University, Santa Clara University, Severokarolínská univerzita v Chapel Hill, University of North Carolina at Charlotte, University of Rhode Island, University of San Diego, University of Virginia, Westminster College |